# Stazione di Isili
Stazione di Isili vasútállomás Olaszországban, Szardínia régióban, Isili településen.

## Vasútvonalak
Az állomást az alábbi vasútvonalak érintik:
- Cagliari–Isili-vasútvonal
- Isili–Sorgono-vasútvonal
- Isili–Villacidro-vasútvonal

## Kapcsolódó állomások
A vasútállomáshoz az alábbi állomások vannak a legközelebb: 
- Serri railway station